# بنیکلت
بنیکلت (به اسپانیایی: Benicolet) یک شهرستان در اسپانیا است که در Vall d'Albaida واقع شده‌است.

## خصوصیات
بنیکلت ۱۱٫۳ کیلومترمربع مساحت و ۶۲۷ نفر جمعیت دارد و ۲۴۱ متر بالاتر از سطح دریا واقع شده‌است.